# 封新卯

封新卯牧徵

封新卯（1963年1月21日—）圣名伯铎，是天主教景县教区（衡水教区）主教。

## 生平
1963年1月21日，封新卯生于中国河北省深州市。1983年中学毕业后入中国天主教神哲学院。1988年进入菲律宾马尼拉总修院。1996年赴比利时天主教鲁汶大学留学深造，1998年6月获教会法硕士学位，同年12月3日晋升神父。回国后任教于景县教区备修院、河北省神哲学院。2002年，景县教区陈锡禄主教在因脑溢血昏迷，封新卯任署理
主教。2004年1月6日，封新卯被祝聖為景县教区助理主教。2008年1月16日，80岁的陈锡禄主教在昏迷6年后在景縣主教府去世。封新卯自動繼任为景县教区主教。
2006年11月30日，封新卯在天主教徐州教区王仁雷助理主教的祝圣仪式上襄礼。罗马亚洲新闻通讯社称封新卯是被河北省宗教事务局官员以带去天津处理教会地产问题的欺骗手段挟持到江苏省徐州。自徐州祝圣后，各级政府转而“关心和支持”封新卯的工作，在短期内解决了难度颇大的改建主教座堂的征地问题。2008年6月3日，景县主教座堂举行奠基礼。8月8日，封新卯又在景县电视台发表关于“平安奥运”主题的电视讲话。